# Lithasia lima
Lithasia lima é uma espécie de gastrópode  da família Pleuroceridae.
É endémica dos Estados Unidos da América.